# Nové Syrovice
Nové Syrovice là một làng thuộc huyện Třebíč, vùng Vysočina, Cộng hòa Séc.